# 阿克恰伊
阿克恰伊是土耳其的城鎮，位於該國西部，距離埃德雷米特以西8公里，由巴勒克埃西爾省負責管轄，是熱門的旅遊地點，2011年人口10,721。
39°35′09″N 26°55′26″E / 39.5858333333°N 26.9238888889°E